# Wybory parlamentarne na Dominice w 2009 roku
Wybory parlamentarne na Dominice w 2009 roku – wybory parlamentarne na Dominice zorganizowane 18 grudnia 2009. Zdecydowanie zwycięstwo odniosła po raz trzeci z rzędu rządząca Partia Pracy Dominiki, która zdobyła 18 z 21 miejsc w parlamencie. Jej lider Roosevelt Skerrit został ponownie zaprzysiężony na stanowisko szefa rządu.

## Organizacja wyborów
Wybory parlamentarne zgodnie z konstytucyjnym terminem powinny były odbyć się na Dominice wiosną 2010. O organizacji wcześniejszych wyborów zdecydował 19 listopada 2009 premier Roosevelt Skerrit. Wezwał on wówczas prezydenta Nicholasa Liverpoola do rozwiązania ze skutkiem natychmiastowym parlamentu i rozpisania nowych wyborów, których datę wyznaczył na 18 grudnia 2009. 20 listopada 2009 premier zaprosił międzynarodowych obserwatorów do monitorowania wyborów. Przysłanie obserwatorów potwierdziła OPA oraz CARICOM.
2 grudnia 2009, w dzień składania nominacji w komisji wyborczej, do udziału w wyborach zarejestrowanych zostało 62 kandydatów, reprezentujących 5 partii politycznych oraz niezależnych. Rywalizowali oni w jednomandatowych okręgach wyborczych o 21 miejsc w Izbie Zgromadzenia.
Do głównych sił politycznych na wyspie należą trzy partie. Rządząca od 2000 Partia Pracy Dominiki (DLP, Dominica Labour Party) wystawiła swoich kandydatów we wszystkich okręgach wyborczych. Zjednoczona Partia Robotnicza (UWP, United Workers' Party, UWP), pozostająca główną siłą opozycyjną, wystawiła kandydatów w 17 okręgach, a mniejsza Partia Wolności Dominiki (DFP, Dominica Freedom Party) w 11 okręgach.

## Kampania wyborcza
Roosevelt Skerrit, premier i zarazem przewodniczący DLP, wezwał obywateli do głosowania na partię rządzącą. Stwierdził, że "ma ona plan i wizję" dla Dominiki. Zapowiedział kontynuację "infrastrukturalnej reformy" kraju. Podkreślał dokonania swego gabinetu, w tym budowę mariny w Portsmouth oraz inwestycje w szkolnictwo. W polityce zagranicznej wskazywał na nawiązanie przez jego rząd stosunków dyplomatycznych z Chińską Republiką Ludową oraz poprawę stosunków z Wenezuelą i wynikające z tego korzyści gospodarcze.
Na początku grudnia lider opozycji, Ronald Green, przedstawił program wyborczy UWP. Wśród 20 punktów programu, którego celem było przyspieszenie rozwoju kraju, znalazło się zobowiązanie walki z korupcją, wprowadzenia ubezpieczenia dla pielęgniarek, bezpłatnych podręczników dla wszystkich szkół, rozpoczęcia budowy międzynarodowego lotniska w ciągu 18 miesięcy, wzrostu wynagrodzeń nauczycieli, zwolnienia z ceł materiałów budowlanych, obniżenia cen paliw dla krajowych rybaków oraz zwiększenia wykorzystywania w kraju energii pochodzącej ze źródeł odnawialnych.

## Wyniki wyborów
W wyborach zdecydowane zwycięstwo odniosła rządząca Partia Pracy Dominiki (DLP), zdobywając 18 z 21 mandatów. Zjednoczona Partia Robotnicza zdobyła tylko 3 mandaty, a jej lider, Ronald Green, nie znalazł się w parlamencie. Organizacje międzynarodowe uznały wybory za wolne i demokratyczne. 21 grudnia 2009 Roosevelt Skerrit został po raz trzeci zaprzysiężony na stanowisku premiera. 5 stycznia 2010 zaprzysiężony został nowy gabinet premiera Skerrita.
Opozycja odrzuciła wyniki wyborów, zapowiedziała zaskarżenie ich do sądu, zagroziła  bojkotem prac parlamentu oraz zażądała przeprowadzenia nowego głosowania. Podkreśliła, jej zdaniem, "nieuczciwą naturę" samych wyborów oraz kampanii wyborczej, w tym odmowę dostępu opozycji do mediów publicznych oraz łapownictwo, które przyczyniło się do zmiany wyników głosowania. Green ostrzegł obywateli przed "pełzającą dyktaturą" władz, która odchodzi od demokratycznych praw i wolności obywatelskich.
| Partia polityczna | Partia polityczna                   | Liczba głosów | %      | +/– | Liczba mandatów | +/– |
| ----------------- | ----------------------------------- | ------------- | ------ | --- | --------------- | --- |
|                   | Partia Pracy Dominiki (DLP)         | 22 235        | 61,21% |     | 18              | +6  |
|                   | Zjednoczona Partia Robotnicza (UWP) | 12 660        | 34,85% |     | 3               | -5  |
|                   | Partia Wolności Dominiki (DFP)      | 870           | 2,40%  |     | -               | -   |
|                   | Kandydaci niezależni                | 355           | 0,98%  |     | -               | -1  |
|                   | People's Democratic Movement (PDM)  | 179           | 0,49%  |     | -               | -   |
|                   | Dominica Progressive Force (DPF)    | 24            | 0,07%  |     | -               | -   |
|                   | Głosy nieważne                      |               |        | -   | -               | -   |
|                   | Razem                               | 37 913        | 100%   | -   | 21              | -   |
| Źródło:           |                                     |               |        |     |                 |     |